# Fum de țigară (film)
Fum de țigară (titlu original: în engleză Smoke) este un film american independent din 1995, regizat de Wayne Wang și Paul Auster. Povestea originală a fost scrisă de Paul Auster, care a scris și scenariul. A fost produs de Greg Johnson, Peter Newman, Kenzo Horikoshi și Hisami Kuroiwa. Rolurile principale au fost interpretate de actorii Harvey Keitel, William Hurt, Stockard Channing, Harold Perrineau Jr., Giancarlo Esposito, Ashley Judd și Forest Whitaker.

## Rezumat
Filmul urmărește viețile mai multor personaje, conectate printr-un mic magazin de tutun din Brooklyn, administrat de Augustus „Auggie” Wren. Auggie a fotografiat de vizavi magazinul în fiecare dimineață la ora 8:00 și își adună toate fotografiile în albume. Paul Benjamin, un scriitor recent văduv, petrece o seară cu Auggie și inițial respinge proiectul său fotografic, spunând că fotografiile sunt „toate la fel”. Auggie răspunde că arată la fel doar superficial, dar, de fapt, sunt toate diferite, fiecare fotografie reprezentând un moment unic în timp. Auggie îl imploră pe Paul să se uite la ele mai încet, lucru pe care acesta îl acceptă. Paul își vede soția într-una dintre fotografii și are o cădere emoțională.
În următoarea zi, Paul este pierdut în gânduri în timp ce traversează strada și este salvat de la a fi lovit de un camion de către Rashid, un tânăr de culoare. Paul îl invită pe Rashid să stea în apartamentul său drept mulțumire. Rashid acceptă, dar îl irită pe Paul făcând gălăgie și spărgând vase în timp ce Paul scrie. Paul îi cere lui Rashid să plece, lucru pe care acesta îl face. Paul este vizitat de mătușa lui Rashid, care vrea să știe de ce stă Rashid la Paul. Ea îi dezvăluie că numele real al lui Rashid este Thomas și că provine dintr-un mediu defavorizat. De asemenea, spune că Rashid s-a înstrăinat de tatăl său încă din copilărie și că tatăl său a fost văzut recent la o benzinărie în afara orașului.
Rashid îl găsește pe tatăl său, Cyrus Cole, la benzinărie, pe care o desenează. Cyrus, nerecunoscându-l, se împrietenește cu Rashid și îl angajează să-l ajute la renovări. Rashid ascunde identitatea sa și îi spune lui Cyrus că îl cheamă Paul Benjamin. Tatăl său are o proteză de braț, despre care dezvăluie că a fost rezultatul unui accident de mașină în care soția sa de atunci (mama lui Rashid) a fost ucisă. Cyrus spune că a condus în stare de ebrietate și că brațul său artificial este modul lui Dumnezeu de a-i aminti să se perfecționeze. Rashid părăsește benzinăria, fără să-l anunțe.
Rashid revine în apartamentul lui Paul pentru a-i face cadou un televizor la mâna a doua⁠(d). În timp ce Rashid încearcă să plece, Paul îl obligă să rămână și să-și sune mătușa pentru a-i spune că este în siguranță. Paul găsește aproape 6.000 de dolari pe care Rashid i-a ascuns în apartament. Acesta dezvăluie că a luat banii de la hoți, motiv pentru care se ascunde. Paul îl imploră pe Rashid să dea banii înapoi. Rashid dispare fără a explica unde a plecat. Paul și Auggie îl urmăresc pe Rashid până la benzinăria lui Cyrus. Rashid îi dezvăluie adevărata sa identitate. Cyrus înțelege în cele din urmă că Rashid este fiul său, dar inițial îl respinge. După o cădere emoțională, se împacă. Rashid este angajat apoi să lucreze la magazinul lui Auggie.
Auggie importă trabucuri cubaneze⁠(d) pe care intenționează să le vândă oficialilor orașului; a cheltuit 5.000 de dolari pe transport, toate economiile sale. Rashid strică trabucurile când este lăsat singur să aibă grijă de magazin, lăsând un robinet deschis. Îi dă lui Auggie cei 5.000 de dolari pentru a-și păstra locul de muncă. Auggie refuză inițial, dar în cele din urmă este de acord să ia banii. Ruby McNutt, fosta iubită a lui Auggie, vizitează magazinul și îi cere lui Auggie bani pentru a acoperi costurile de reabilitare pentru o femeie, Felicity, despre care spune că este fiica lui și care este însărcinată și consumă droguri. Auggie îi dă mai târziu aceiași 5.000 de dolari pe care i-a dat Rashid. Auggie o întreabă pe Ruby dacă Felicity este cu adevărat fiica sa, dar primește un răspuns ambiguu (50 %).
Paul îi spune lui Auggie că The New York Times l-a angajat să scrie o povestire de Crăciun. Paul are însă un blocaj scriitoricesc, iar Auggie se oferă să-i spună cea mai bună povestire de Crăciun pe care a auzit-o vreodată dacă îi face cinste cu un prânz. Auggie povestește o întâmplare tandră despre o petrecere de Crăciun cu o bunică oarbă care la început crede, apoi se preface, că este nepotul ei (care a jefuit magazinul lui Auggie și și-a pierdut portofelul când a fost alergat de acesta). După ce bunica adoarme, Auggie găsește mi multe aparate de fotografiat furate în baie și decide să ia unul. Săptămâni mai târziu, regretă și decide să-l ducă înapoi, dar a aflat că bunica a murit între timp, ceea ce înseamnă că și-a petrecut ultimul Crăciun cu el. Paul este impresionat de povestire, dar bănuiește că Auggie a inventat-o.
În timpul și după genericul de final, povestea lui Auggie este pusă în scenă într-o secvență alb-negru emoționantă, pe melodia „Innocent When You Dream” a lui Tom Waits.

## Distribuție
- William Hurt – Paul Benjamin
- Harvey Keitel – Augustus "Auggie" Wren
- Stockard Channing⁠(d) – Ruby McNutt
- Harold Perrineau – Thomas "Rashid" Cole (ca Harold Perrineau Jr.)
- Jared Harris – Jimmy Rose
- Giancarlo Esposito – Tommy Finelli, OTB Man #1
- José Zúñiga⁠(d) – Jerry, OTB Man #2
- Stephen Gevedon⁠(d) – Dennis, OTB Man #3
- Ashley Judd – Felicity McNutt
- Forest Whitaker – Cyrus Cole
- Malik Yoba⁠(d) – The Creeper
- Victor Argo⁠(d) – Vinnie
- Daniel Auster – Book Thief
- Deirdre O'Connell⁠(d) – Sue, The Waitress
- Michelle Hurst⁠(d) – Aunt Em
- Erica Gimpel⁠(d) – Doreen Cole
- Mary B. Ward – April Lee
- Clarice Taylor⁠(d) – Bunica Ethel

## Scenariu
Scenariul este bazat pe un articol de opinie denumit Povestea de Crăciun a lui Auggie Wren, care a apărut în The New York Times la 25 decembrie 1990.

## Recepție
Pe Rotten Tomatoes, filmul are o notă de 88%, bazată pe 34 de recenzii. Consensul este că: „Smoke are un ansamblu de vedete, captează atenția publicului cu un amestec robust de povești conectate și îi aruncă pe spectatori într-o stare de euforie.”
A avut premiera în 4 cinematografe (inclusiv două în New York și unul în Los Angeles) și a încasat 70.744 de dolari în weekend, fiind lansarea exclusivă numărul unu în New York și Los Angeles. A avut încasări totale de 8 milioane de dolari în Statele Unite și Canada și 30 de milioane de dolari la nivel internațional.

## Premii
Câștigate
- Ursul de Argint (Wayne Wang) la cel de-al 45-lea Festival Internațional de Film de la Berlin, 1995 [12]
- Premiile Bodil ale criticilor de film danezi pentru cel mai bun film american, 1995
- Premiul German de Film pentru cel mai bun film străin, 1995
- Premiul MTV Movie pentru cel mai bun sandviș dintr-un film - Sandviș cu șuncă și brânză
- Premiul Independent Spirit pentru cel mai bun scenariu de debut (Paul Auster), 1995

Nominalizări
- Stockard Channing - Cea mai bună actriță în rol secundar - Screen Actors Guild

## Continuare
Filmul a avut o continuare, Babilon în Brooklin (Blue in the Face), care prezintă câteva dintre personaje și introduce altele noi.

## Moștenire
Personajul Augustus „Auggie” Wren (interpretat de Harvey Keitel) este inspirat de proprietarul real al Augie's Jazz Bar, care a fost închis în 1998. Când localul s-a redeschis în 1999, noii proprietari nu au mai putut folosi numele fostului local. Pentru a-i onora moștenirea, au denumit noul club după filmul din 1995.
O copie VHS a filmului poate fi văzută deasupra televizorului în timpul finalului petrecerii de acasă din filmul de groază din 1996 Scream - Țipi... sau fugi!